# 小科扎拉
50°9′21″N 27°46′15″E / 50.15583°N 27.77083°E
小科扎拉（烏克蘭語：Мала Козара），是烏克蘭北部的村莊，隸屬日托米爾州的日托米爾區。該村始建於1523年，面積173.2平方公里，海拔高度240米，2001年人口317。